# Juan Mier y Terán
Juan Mier y Terán (Ciudad de México, 1785-Puebla, después de 1821) fue un novohispano que se unió al bando insurgente durante la guerra de la independencia de México.

## Semblanza biográfica
Fue convencido por su hermano Manuel Mier y Terán para unirse a la revolución iniciada por Miguel Hidalgo y Costilla. Militó bajo las órdenes de Mariano Matamoros. Participó en la toma de Oaxaca en 1812. Cuando realizó una campaña por La Mixteca reportó el cerro de Santa Gertrudis como un sitio ideal de defensa. Fue subalterno de Ignacio López Rayón y Juan Nepomuceno Rosains.
Su labor militar comenzó a destacar cuando su hermano quedó al mando de Tehuacán y las Mixtecas. Ayudó a organizar al ejército y a la fabricación de cañones. Ocupó Silacayoapan y fortificó el cerro de Santa Gertrudis. En febrero de 1816 atacó con éxito un convoy realista en Los Naranjos. En septiembre de 1816 fue derrotado por el coronel Antonio Núñez Castro en  Coxcatlán, logró escapar con un pequeño contingente y se refugió con Patricio López en la sierra de Oaxaca.
Cuando en enero de 1817 el coronel Francisco Hevia sitió la plaza de Tepexi, Juan Mier y Terán logró romper el sitio el día 6 escapando por una barranca  sin que las tropas realistas se atreviesen a seguirlo. Los hermanos Terán lograron vencer al coronel Manuel de Obeso, sin embargo al no poder dirigirse a Oaxaca regresaron a Tehuacán. Mientras Manuel era sitiado en Tehuacán, Juan se dirigió a Cerro Colorado para ayudar a Manuel Bedoya en la defensa del fuerte. Finalmente los hermanos Mier y Terán capitularon al caer la plaza de Tehuacán. 
Aunque años más tarde Manuel se unió al Plan de Iguala proclamado por Agustín de Iturbide, Juan decidió vivir el resto de su vida en Puebla sin volver a mezclarse en asuntos públicos.